# Морская пехота Гондураса
Морская пехота (исп. Infanteria de Marina) — род войск в составе военно-морских сил Гондураса.

## История
1 апреля 2001 года был сформирован 1-й батальон морской пехоты (исп. 1er Batallon de Infanteria de Marina) с резиденцией в Ciudad de la Ceiba , Atlántida, по указу EMH-044.
В 2010 году морская пехота состояла из одного батальона численностью 830 человек.
В 2021-2022 годы численность морской пехоты составляла 1 тыс. человек (два батальона, один из которых дислоцировался на базе «Ла-Сейба» в департаменте Атлантико, а второй — на военно-морской базе «Амапала» на побережье Тихого океана).